# Open Places
Open Places is een Amerikaanse western uit 1917 onder regie van W.S. Van Dyke.

## Verhaal
Kort na haar bruiloft ontdekt Mollie Andrews dat ze getrouwd is met een crimineel. Ze komt erachter, omdat haar man Dan Clark een moord pleegt en onderduikt in Canada. Mollie neemt een baan aan als lerares in een nabijgelegen dorp. Ze wordt er verliefd op officier Calhoun van de bereden politie. Als Dan plots weer ten tonele verschijnt, daagt hij zijn rivaal uit voor een duel.

## Rolverdeling
| Acteur         | Personage        |
| -------------- | ---------------- |
| Jack Gardner   | Officier Calhoun |
| Carl Stockdale | Dan Clark        |
| Ruth King      | Mollie Andrews   |